# Ernst Albert Schaah
Ernst Albert Schaah (gelegentlich falsche Schreibweise Schaach; * 12. Oktober 1900 als Albert Bernhard Hermann Ernst Schaaf in Halle an der Saale, Provinz Sachsen, Preußen; † 23. Juli 1975 in Berlin) war ein deutscher Schauspieler bei Bühne und Film.

## Leben und Wirken
Der Sohn des Kaufmanns Albert Schaaf und seiner Frau Eva Maria, geb. Koch, begann seine Bühnentätigkeit unmittelbar nach Ende des Ersten Weltkriegs, blieb aber viele Jahre lang ohne festes Engagement. Erst ab Ende der 1930er Jahre, als Schaah in Berlin bereits zu filmen begonnen hatte, wurde er in der Reichshauptstadt auch mit Theaterverpflichtungen bedacht, und man sah ihn bis 1945 unter anderem am Theater im Admiralspalast, am Theater am Schiffbauerdamm und im Komödienhaus. Nach dem Krieg blieb der auch weiterhin in Berlin ansässige Künstler erneut weitgehend ohne festes Engagement, konnte aber trotz seiner Regimenähe bis 1945 recht früh wieder Theaterrollen ergattern (etwa 1946 als Le Goelec in der Pagnol-Adaption Zum Goldenen Anker unter der Regie von Boleslaw Barlog am Berliner Schlosspark-Theater). Der West-Berliner Barlog Bühne blieb Schaah auch weiterhin verbunden (Der Bürger von Calais, Spielzeit 1954/55). 1966 nahm Schaah auch am Berliner Karl-May-Festival teil.
Seine Rollen vor der Kamera beschränkten sich weitgehend auf Chargen aller Arten: Schaah verkörperte einen Ober in dem Lustspiel Ein Mädel vom Ballett, einen Hoteldirektor in dem Krimi Der Hund von Baskerville, einen Lehrer in Rheinische Brautfahrt und einen Polizeikommissar in Peter Voß, der Millionendieb sowie eine beträchtliche Anzahl von Dienern, etwa in Der Fall Deruga, Die barmherzige Lüge, Herz geht vor Anker und in Tanz auf dem Vulkan. Außerdem trat der regimetreue Darsteller in dem einen oder anderen propagandistischen Streifen auf, mal mit antisemitischen (Nur nicht weich werden, Susanne!) und mal mit antikommunistischen (GPU) Untertönen. Dies hinderte ihn nicht daran, nach 1945 auch für die kommunistisch gelenkte DEFA zu arbeiten (Synchrontätigkeit bei der deutschsprachigen Version des sowjetischen Films Mitschurin – Die Welt soll blühen). Schaah starb 1975 in Berlin.

## Filmografie
- 1934: Regine
- 1934: Nur nicht weich werden, Susanne!
- 1936: 90 Minuten Aufenthalt
- 1936: Schabernack
- 1936: Die Nacht mit dem Kaiser
- 1936: Der Hund von Baskerville
- 1937: Revolutionshochzeit
- 1937: Manege
- 1937: Die Umwege des schönen Karl
- 1938: Der unmögliche Herr Pitt
- 1938: Die fromme Lüge
- 1938: Tanz auf dem Vulkan
- 1939: Flucht ins Dunkel
- 1939: Rheinische Brautfahrt
- 1939: Waldrausch
- 1940: Meine Tochter tut das nicht
- 1940: Herz geht vor Anker
- 1941: Leichte Muse
- 1942: GPU
- 1943: Münchhausen
- 1943: Ein schöner Tag
- 1945: Peter Voß, der Millionendieb
- 1952: Postlagernd Turteltaube
- 1955: Hotel Adlon
- 1956: Glücksritter